# Атуа
Атуа (Акуа; букв. «Сила», «влада») — боги (духи), шановані в традиційних віруваннях гавайців, маорі та деяких інших полінезійських народів.
Уявлення про атуа близько пов'язані з поняттям мани - надприродної сили, носіями якої можуть бути люди, тварини, духи та окремі предмети.
В даний час терміном «атуа» іменується також Бог монотеїстичних релігій.